# Fiodorowcy
Fiodorowcy – ruch religijny, który powstał na początku lat 20. XX wieku, w Guberni Woroneskiej, jedna z „cerkwi podziemia”.

## Lata 20.
Ruch ten powstał w latach 20. XX wieku na czarnoziemnych obszarach Rosji jako ruch „prawdziwie prawosławnych chrześcijan”. Za założyciela ruchu uważa się niepoczytalnego Fiodora Rybałkina, pochodzącego ze wsi Nowy Liman, w Guberni Woroneskiej. Prasa sowiecka przekonywała, że Fiodor były niezrównoważony (przyczyną obłąkania miał być udział w walkach na froncie w czasie I wojny światowej lub syfilis, którego miał się w tym czasie nabawić). W 1922 roku Fiodor zaczął głosić nadejście Antychrysta, utratę łask przez cerkiew i skore nadejście końca świata. Kazania Rybałkina zyskały ogromną popularność wśród miejscowych chrześcijan w czasie rozpoczynającej się kolektywizacji, antycerkiewnych represji i Odnowicielstwa. W krótkim czasie wokół Rybałkina powstała sekta wiernych wyznawców. Fiodorowcy nosili koszule i wełniane kapoty wyszywane krzyżami, obwiązywali się wiązkami cebuli, symbolizującej gorycz życia na ziemi. W latach 1922–1926 do Fiodora przychodziły rzesze pielgrzymów z Guberni Woroneskiej i znad Donu. Fiodorowcy urządzali dla nich masowe posiłki (związane często z jedzeniem cebuli). Najpierw Fiodorowcy modlili się w cerkwi w Nowym Limanie, potem w specjalnej molennie. Według władzy, za wyznawców Fiodora uważało się kilka tysięcy osób. Prawdopodobnie w tych latach nurt ten miał charakter nieco chrystusowy.
W 1926 roku przeciwko nowo powstałemu ruchowi zaczęto stosować represje. Fiodor i kilku jego wyznawców zostało aresztowanych. Rybałkina przeniesiono do szpitala psychiatrycznego, mieszczącego się na osiedlu Orłowka. Dalsze jego losy są nieznane. Zgodnie z tym, co się mówią Fiodorowcy, po przybyciu na Wyspy Sołowieckie doszło do wniebowzięcia założyciela ruchu. Po aresztowaniu Fiodora wśród jego wyznawców zrodził się pomysł, że w rzeczywistości jego osoba nie była Fiodorem Rybałkinem, a Chrystusem, który przybył w jego ciele by obwieścić koniec świata. Z kolei prawdziwy Fiodor Rybałkin zginął w czasie I wojny światowej.
Prawdopodobnie do tradycji chrystusowej należy nazywanie Chrystusem każdego lidera „statku”. Generalnie postrzeganie wydarzeń z Pisma Świętego jako aktualne (niehistoryczne) było charakterystyczne dla „narodowego/ludowego prawosławia”. Natomiast okropności Wojny Domowej, „rozplanowywanie aprowizacji”, tłumienie chrześcijańskich powstań, grabież cerkwi zradzały coraz to silniejsze nastroje eschatologiczne. Dlatego równoczesne apokaliptyczne ukazanie Antychrysta i Chrystusa wydawały się chłopom w pełni zrozumiałe.

## Pogrom
Wkrótce zaczęła się zakrojona na szeroką skalę kampania przeciwko Fiodorowcom – aresztowano prawie wszystkich aktywnie działających członków sekty. W listopadzie 1929 roku w Woroneżu odbyła się pierwsza sądowa rozprawa w sprawie Fiodorowców – 36 osób oskarżono o białogwardyjski spisek, antysowiecką agitację, podpalenia, niedawanie chleba państwu i odmowę kupowania państwowych obligacji. Sądząc po mowie obrony, połowa z oskarżonych nie należała do Fiodorowców, byli to wiejscy chuliganie, pijani rozpustnicy, których wzięto za Fiodorowców, by móc ich oskarżyć o terroryzm. Wiadomo, że liderem nurtu byli Mitro Parchomenko i Fiodor Doroszenko, aktywnymi działaczami – Kozma Kolesnikow, Stepan Atorkin i Nikifor Tockij. W procesie wzięło udział dwóch duchownych – Siergiej Czujew i Wieniamin Zapoganenko. Aktywni Fiodorowcy w trakcie rozprawy wygłupiali się, siedzieli na podłodze, zasłaniali twarze kapturami i na wszystkie pytania odpowiadali: „tylko Bóg wie”.
Gazeta woroneska „Komuna” w przeciągu dwóch tygodni drukowała szczegółowe reportaże dotyczące procesu. W mieście organizowano tłumne wiece agitujące konieczność rozstrzelania osób należących do sekty. 16 osób skazano na rozstrzelanie, pozostałe osadzono w więzieniach. Z początkiem kolektywizacji większości „zwykłych” wyznawców Fiodora pozbawiono majątków i wysłano na Sybir razem z innymi chrześcijanami-indywidualistami, którzy odmówili dołączenia do kołchozu. Po czym ruch Fiodorowców odszedł w zapomnienie.

## Lata 50. i 60.
Kolejny etap rozwoju ruchu fiodorowców nastąpił w latach 50. XX wieku i był związany z działalnością dwóch kaznodziejów-uczestników pierwszej fiodowroskiej fali – Aleksieja Areliewa i Arsenija Iwaszienko. Obydwaj przebywali w stalinowskich łagrach, w po wyjściu zaczęli potajemnie nauczać wśród chłopstwa, a w szczególności w środowisku wierzących indywidualistów. Areliew nauczał we wsiach w Obwodzie rostowskim, a Iwaszienko – w woroneskim. Stopniowo wokół nich zaczęły powstawać tajne grupy wyznawców z centrami: na chutorze Cun-Cun (Kraj Krasnodarski) i we wsi Kozłowka (Obwód woroneski). Pod koniec lat 50. do ruchu Fiodorowców dołączyło prawdopodobnie kilkaset osób. Zresztą ciężko jest to ocenić, ponieważ Fiodorowcy byli po prostu częścią większego, w żaden sposób nie ukształtowanego „katakumbowego” podziemia. Jedyną różnicą była wiara w to, że Fiodor Rybałkin był powtórnym wcieleniem samego Chrystusa. W żaden sposób ta wiara od strony wewnętrznej nie wyróżniała się – pozostali Fiodorowcy byli zwyczajnymi prawosławnymi bezpopowcami, tak jak pozostali „prawdziwi-prawosławni” – Fiodorowcy nie uznawali oficjalnej cerkwi.
W 1959 roku rostowska wspólnota została zdemaskowana, a większość jej członków osadzona w więzieniach. W 1961 roku ten sam los spotkał wspólnotę woroneską. Większość Fiodorowców została osądzona zgodnie z dekretem Chruszczowa: „O walce z pasożytnictwem”, ponieważ odmówili wstąpienia do kołchozów i w ogóle oficjalnego zatrudnienia – a pracowali na umowach. Niechęć oficjalnego zatrudnienia była powszechna dla „osób ukrywających się w podziemiach” i była związana z surowym przestrzeganiem Dwunastu wielkich świąt Kościoła prawosławnego. Na zesłaniu Fiodorowcy nadal odmawiali jakiegokolwiek zatrudnienia, co prowadziło do rozpraw sądowych i zesłań do łagru. Tam odmowa od pracy na ogół doprowadzała do faktycznego, bezterminowego uwięzienia w karcerze – co prowadziło do śmierci głodowej wielu ludzi. O zesłaniach do łagrów dwa pokolenia Fiodorowców dowiadywało się nawzajem od siebie, dlatego zaczęli aktywnie korespondować. W łagrach Fiodorowcy spotkali się z innymi, licznymi „prawdziwie-prawosławnymi” grupami.

## Stara Tiszanka
W 1969 roku Arcenij Iwaszienko zaczął gromadzić powracających z Sybiru Fiodorowców w Batajsku (Aleksiej Areliew do tego czasu umarł). Żeby nie rzucać się w oczy władzy, podjęto decyzję by kolektywnie przyjechać na ustronną wieś Stara Tiszanka w rejonie tałowskim Obwodu woroneskiego. Tam, mimo sprzeciwu miejscowych władz, stopniowo przesiedlono całą wspólnotę (120 osób). Fiodorowcy żyli w ukryciu, mało obcując z miejscową ludnością, pracowali jako budowniczy na umowach z okolicznymi kołchozami. Wspólnota stanowiła podobieństwo komuny, wszystkie ważne prace wykonywano wspólnie, kolektywna była troska o starszych i chorych. Fiodorowcy spowiadali Niezachłannych, nie oglądali telewizji, nigdzie nie jeździli, nie używali tabaki i alkoholu. W swoim życiu zachowali wiele przedrewolucyjnych zwyczajów, zacierających się na wsi sowieckiej. Nie odprawiano liturgii we wspólnocie, ale w niedziele Fiodorowcy gromadzili się na „sobór”, w czasie którego czytali Księgę Psalmów, Ewangelię, a po śmierci Arsenija Iwaszienko (w 1984 roku), jeszcze i jego pisma/ dzieła. Oprócz tego Fiodorowcy śpiewali prawosławne tropary i irmosy, a także narodowe duchowne wiersze, których unikalny zbiór zachowała wspólnota. W latach 70.-90. Fiodorowcy byli jedną z największych „prawdziwie-prawosławnych” wspólnot zachowujących przedrewolucyjny ustrój ludowy.
Innym ważnym, dogamtycznym punktem fiodorowskich przekonań był zasadniczy celibat, opierający się na wierze w to, że dobrodziejstwo przeminęło w Cerwki, nie odnajdywano jej wśród duchowieństwa, zdolnego urzeczywistniać sakramenty. Tą cechą (a także innymi cechami) byli podobni do wcześniejszego, apokaliptycznego ruchu staroobrzędowców. Wspólnota była skazana na naturalne wymieranie. Do 2000 roku w Tiszance zostało około 30 fiodorowców, głównie sędziwych starców.

## Film dokumentalny „Odłamki”
W 2003 roku dziennikarze kanału telewizyjnego REN TV-Woroneż Natalia Kuzmina i Walerij Bobkin nakręcili film o życiu wspólnoty Fiodorowców. Grupa filmowa przebywała kilka dni na wsi Wierchniaja Tiszianka (rejon talowski, Obwód woroneski), a także w Nowym Limanie (rejon Pietropawłowski, Obwód woroneski), gdzie udało się nagrać wywiad z Iriną Czyrkiną, która znała Fiodora Rybałkina. W archiwum udało się również zapoznać z procesem Fiodorowców, zachowało się tam wiele rzeczy, fotografii, zeznań oskarżonych.
W grudniu 2003 roku film „Odłamki” znalazł się w finałowym programie konkursu telewizyjnego TEFI – w regionie miasta Soczi.

## Odzwierciedlenie w literaturze
Dowody spotkań z Fiodorwcami znajdują się w książkach pisarzy-więźniów sowieckich łagrów – w szczególności Aleksandra Sołżenicyna („Archipelag GUŁAG”) i Warłama Szałamowa („Opowiadania kołymskie”).
Badanie historii wspólnoty fiodorowców prowadzone jest przez pracowników Historyczno-oświatowego centrum „Memoriał”. W jego archiwach znajduje się również zbiór psalmów zapisanych w latach 1999–2000. Dzięki centrum „Memoriał” wydano zbiór „O, miłosierny… Bądź z nami, nie opuść nas” Wspomnienia wiernych Prawdziwie-prawosławnej (Podziemnej) Cerwki. Moskwa, „Bratoneż” 2008.